# Gora Belogolovaja
Gora Belogolovaja (englische Transkription von russisch Гора Белоголовая Gora Belogolowaja) ist ein Nunatak im ostantarktischen Mac-Robertson-Land. In den Prince Charles Mountains ragt er unmittelbar südlich des Gebirgskamms Otrog Malyj auf.
Russische Wissenschaftler benannten ihn. Der weitere Benennungshintergrund ist nicht hinterlegt.